# Difenbachia

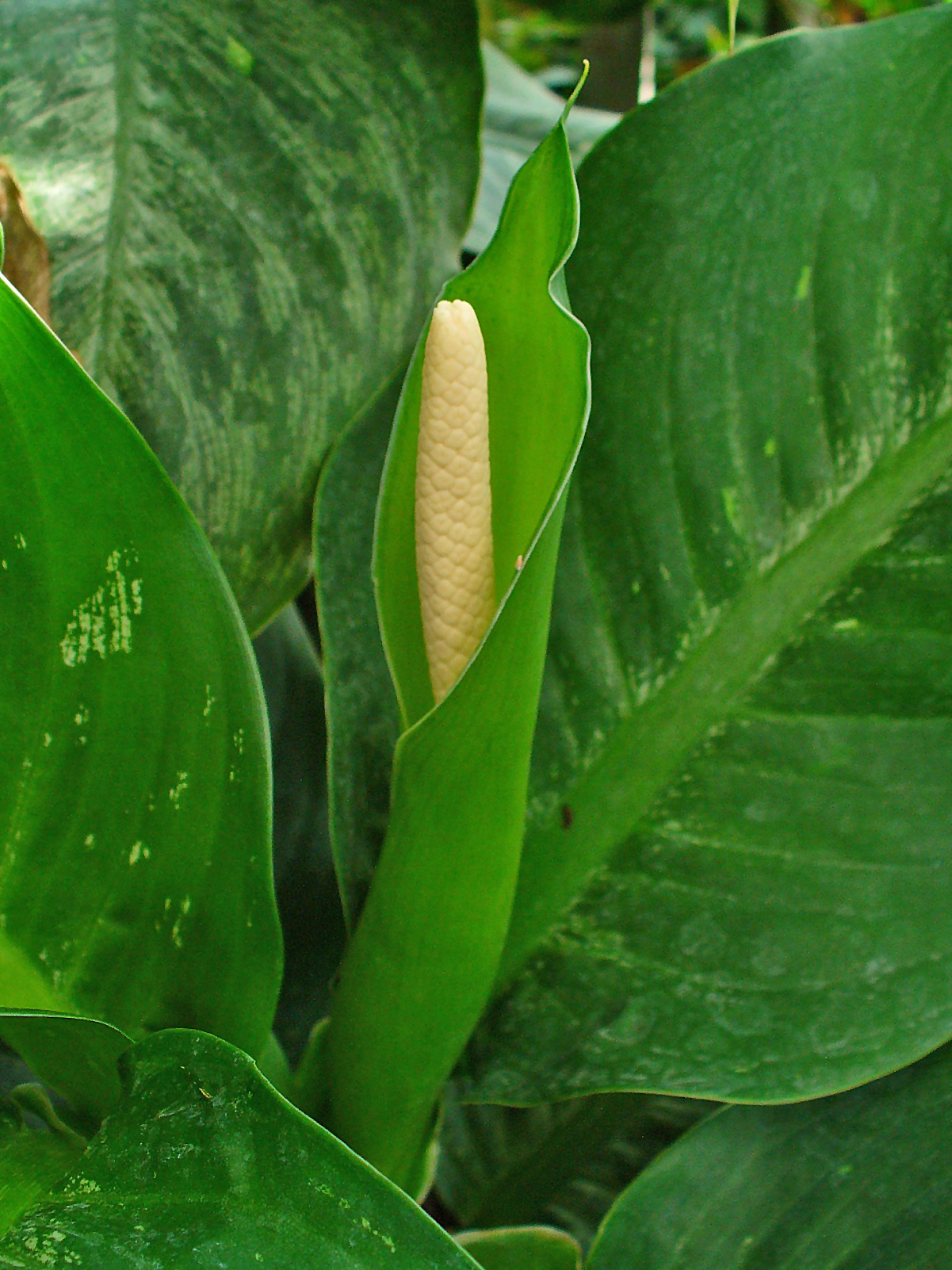
Kwiatostan Dieffenbachia seguine

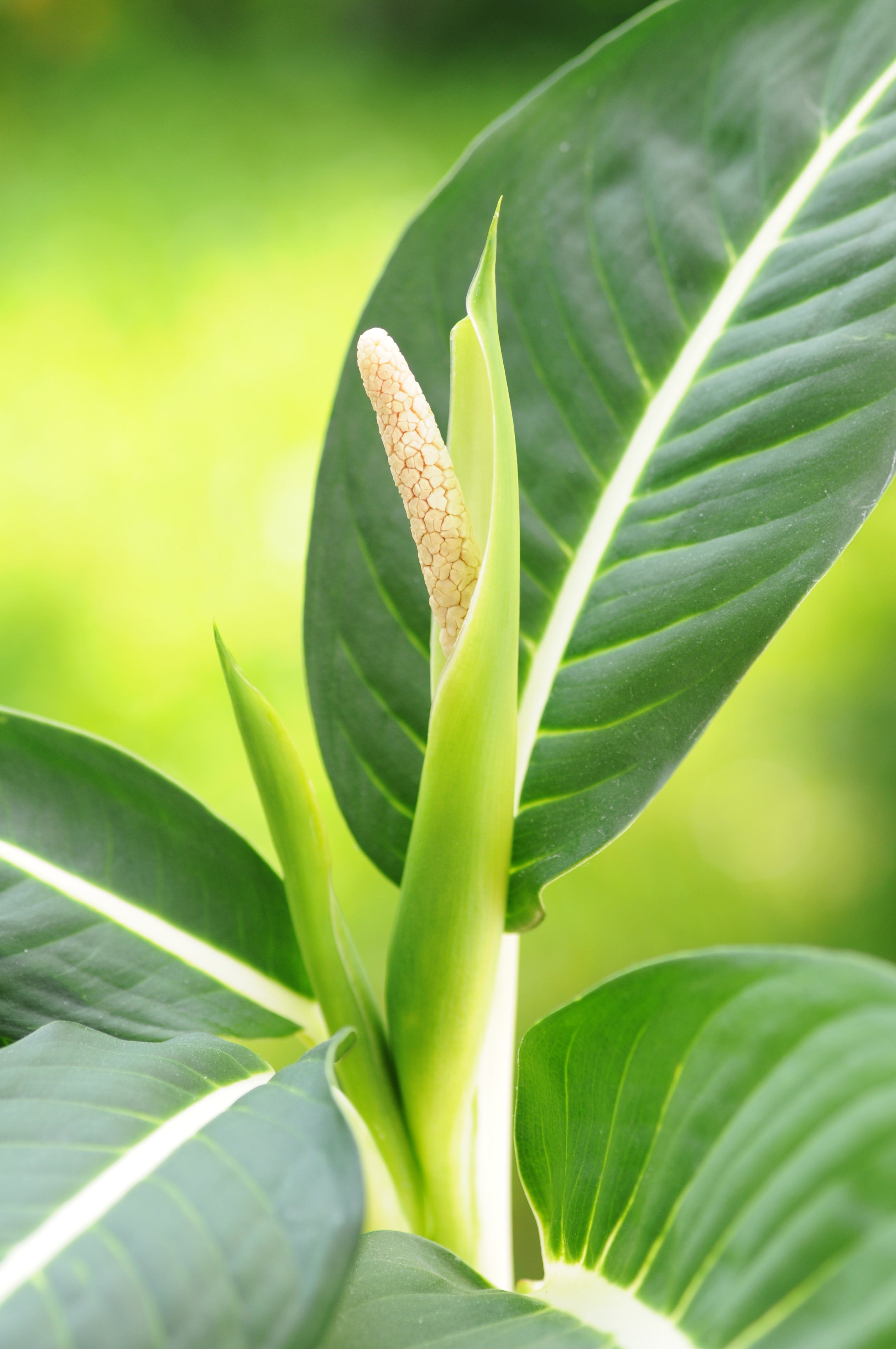
Kwiatostan Dieffenbachia oerstedii

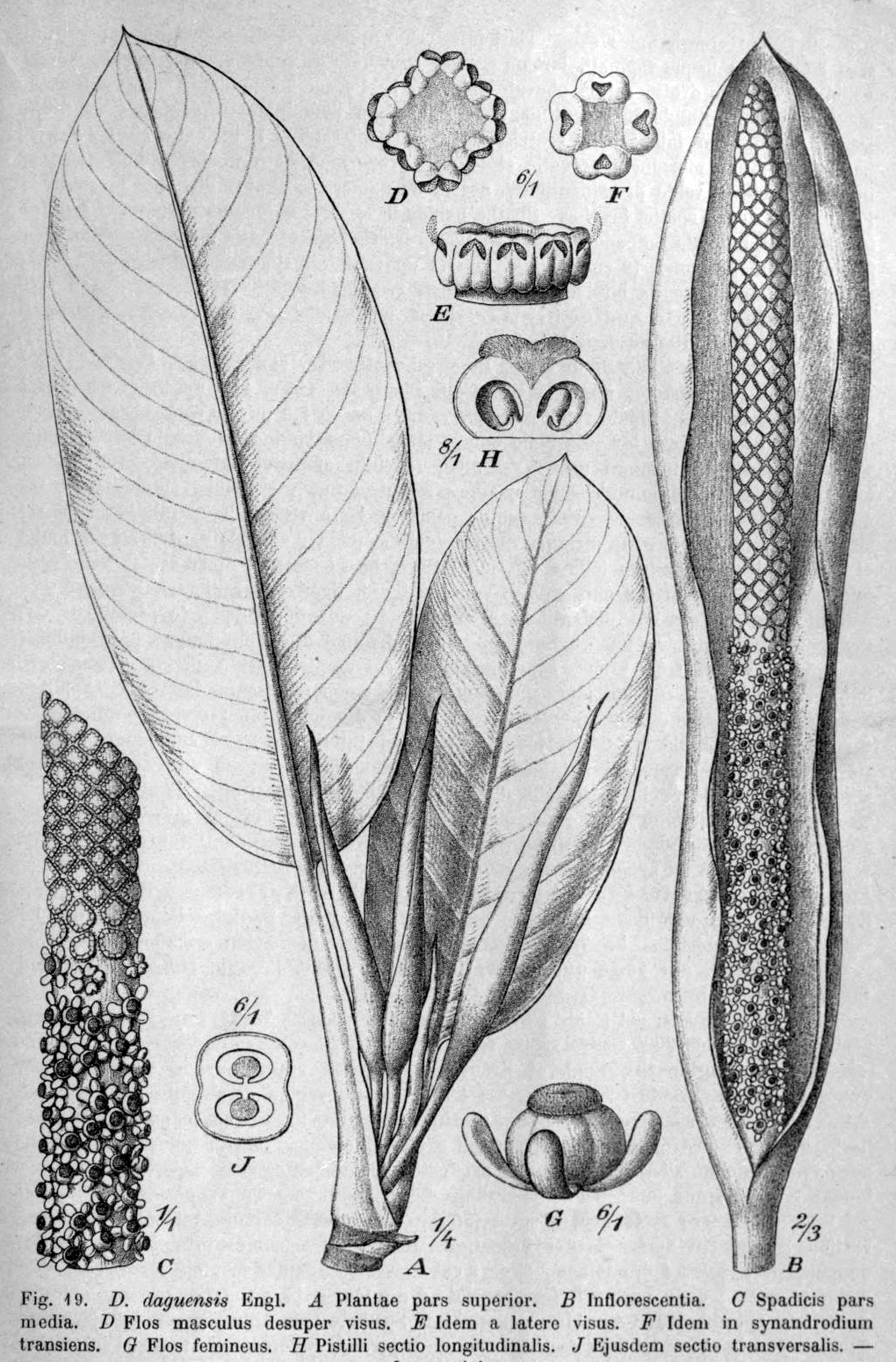
Morfologia Dieffenbachia daguensis

Difenbachia, diffenbachia (Dieffenbachia Schott) – rodzaj roślin z rodziny obrazkowatych, obejmujący 57 gatunków, pochodzących z tropikalnej Ameryki, od Meksyku do Argentyny i Paragwaju.

## Morfologia
PokrójRośliny zielne niskie (np. D. humilis o wysokości 10 cm) do dużych i drzewiastych (D. cannifolia o wysokości do 2 m).
ŁodygaWzniesiona lub płożąca łodyga naziemna, u starszych roślin gruba i pnio-podobna.
LiścieLiście właściwe ogonkowe, u starszych roślin zebrane w szczytową koronę. Ogonki liściowe krótkie (5 cm u D. parvifolia i D. daguensis) do relatywnie długich (45 cm u D. brittoni), bez kolanek, tworzące relatywnie długą pochwę. Blaszki liściowe sercowate do lancetowatych, często różnobarwne, o wymiarach od 12–15×6–10 cm (D. oerstedii) do 40–55×20–35 cm (D. macrophylla). Użyłkowanie pierwszorzędowe pierzaste, zbiegające się do żyłki marginesowej. Użyłkowanie dalszego rzędu równoległo-pierzaste.
KwiatyRośliny jednopienne, tworzące od 1 do 7 kwiatostanów, typu kolbiastego pseudancjum, wyrastających z wierzchołka łodygi na bardzo krótkich, kilkucentymetrowych szypułkach. Pochwa kwiatostanu długa i wąska (do około 35×3,5 cm u D. enderii), dzieli się na rurowatą, zwiniętą komorę i krótszą od niej część otwartą, liściową. Położone w dolnej części kolby kwiaty żeńskie oddzielone są od położonych wierzchołkowo kwiatów męskich nagim odcinkiem pokrytym kilkoma prątniczkami. Kwiaty męskie 4-5-pręcikowe, zrośnięte w siedzące, ścięte synandrium. Pylniki odwrotnie jajowate, otwierające się przez szczytową szparkę. Kwiaty żeńskie otoczone są 4–5 maczugowatymi prątniczkami. Zalążnie niemal kuliste do jajowatych, 1-3-komorowe. W każdej komorze z położonego osiowo-bazalnie łożyska, powstaje pojedynczy, anatropowy zalążek.
OwoceKuliste, często szkarłatne jagody. Nasiona kuliste do jajowatych, o gładkiej, grubawej łupinie. Zarodek duży. Bielmo nieobecne.

## Biologia i ekologia
RozwójWieloletnie, wiecznie zielone rośliny zielne, nisko- lub jawnopączkowe.
SiedliskoDifenbachie zasiedlają wilgotne i zacienione stanowiska nizinne w wilgotnych lasach równikowych.
Cechy fitochemiczneCałe rośliny są trujące, jednak poziom reakcji ludzi i zwierząt na toksyczność difenbachii zależy od wieku i ogólnego stanu zdrowia, a także gatunku rośliny i spożytej ilości. W większości przypadków reakcje są słabe i mijają szybko bez konieczności zastosowania jakiegokolwiek leczenia.
Wbrew powszechnej opinii difenbachie nie zawierają strychniny. Wszystkie części difenbachii zawierają w idioblastach igiełkowate kryształy szczawianu wapnia (rafidy), które po uszkodzeniu komórki są wyrzucane z pewną siłą na zewnątrz, a także czysty kwas szczawiowy i rozpuszczalne szczawiany. Soki roślinne zawierają ponadto enzym trawienny dumbkainę, powodujący rozpad białek, oraz bradykininę i histaminę. Kontakt z rośliną, a szczególnie jej przypadkowe uszkodzenie, może wywołać stan zapalny skóry, objawiający się swędzeniem, pieczeniem, wystąpieniem wykwitów i pęcherzy. Efekt ten może trwać do 24 godzin. Dostanie się soku rośliny do oka powoduje silny ból, wrażliwość na światło, skurcze powiek i łzawienie. Symptomy te są czasowe, mogą jednak trwać do kilku miesięcy. Kontakt rośliny z błonami śluzowymi jamy ustnej powoduje ich silne podrażnienie, objawiające się silnym bólem, obrzękiem, drętwieniem i wystąpieniem pęcherzy w miejscu bezpośredniego kontaktu. Dostanie się soku roślin do strun głosowych może wywołać ich paraliż, prowadzący do utraty zdolności mówienia, trwającej nawet do 10 dni. Spożycie difenbachii prowadzi do mdłości, biegunki, zaburzeń rytmu serca, odurzenia i paraliżu, a także wywołuje czasową bezpłodność. Nie istnieje specyficzne remedium na zatrucie difenbachią. W przypadku wystąpienia objawów ocznych należy szybko przemyć oczy dużą ilością wody. W przypadku objawów ze strony jamy ustnej należy płukać ją wodą, mlekiem (nie połykać) oraz ssać kostki lodu. W razie wystąpienia gwałtownej reakcji konieczny jest szybki kontakt z lekarzem.
GenetykaLiczba chromosomów 2n = 34, 68.

## Systematyka
Pozycja rodzaju według Angiosperm Phylogeny Website (aktualizowany system APG IV z 2016)Należy do plemienia Dieffenbachieae, podrodziny Aroideae, rodziny obrazkowatych (Araceae), rzędu żabieńcowców (Alismatales) w kladzie jednoliściennych (ang. monocots).
Gatunki
| - Dieffenbachia aglaonematifolia Engl. - Dieffenbachia antioquensis Linden & André - Dieffenbachia aurantiaca Engl. - Dieffenbachia beachiana Croat & Grayum - Dieffenbachia bechiana Croat & Grayum - Dieffenbachia bowmannii Carrière - Dieffenbachia brittonii Engl. - Dieffenbachia burgeri Croat & Grayum - Dieffenbachia cannifolia Engl. - Dieffenbachia concinna Croat & Grayum - Dieffenbachia copensis Croat - Dieffenbachia cordata Engl. - Dieffenbachia costata Klotzsch ex Schott - Dieffenbachia crebripistillata Croat - Dieffenbachia daguensis Engl. - Dieffenbachia davidsei Croat & Grayum - Dieffenbachia duidae (Steyerm.) G.S.Bunting - Dieffenbachia elegans A.M.E.Jonker & Jonker - Dieffenbachia enderi Engl. - Dieffenbachia fortunensis Croat - Dieffenbachia fosteri Croat - Dieffenbachia fournieri N.E.Br. – difenbachia Fourniera - Dieffenbachia galdamesiae Croat - Dieffenbachia gracilis Huber - Dieffenbachia grayumiana Croat - Dieffenbachia hammelii Croat & Grayum - Dieffenbachia herthae Diels - Dieffenbachia horichii Croat & Grayum - Dieffenbachia humilis Poepp. | - Dieffenbachia imperialis Linden & André - Dieffenbachia isthmia Croat - Dieffenbachia killipii Croat - Dieffenbachia lancifolia Linden & André - Dieffenbachia leopoldii W.Bull - Dieffenbachia longispatha Engl. & K.Krause - Dieffenbachia lutheri Croat - Dieffenbachia macrophylla Poepp. - Dieffenbachia meleagris L.Linden & Rodigas - Dieffenbachia nitidipetiolata Croat & Grayum - Dieffenbachia obliqua Poepp. - Dieffenbachia obscurinervia Croat - Dieffenbachia oerstedii Schott - Dieffenbachia olbia L.Linden & Rodigas - Dieffenbachia paludicola N.E.Br. ex Gleason - Dieffenbachia panamensis Croat - Dieffenbachia parlatorei Linden & André - Dieffenbachia parvifolia Engl. - Dieffenbachia pittieri Engl. & K.Krause - Dieffenbachia seguine (Jacq.) Schott – difenbachia Seguiny - Dieffenbachia shuttleworthiana Regel - Dieffenbachia standleyi Croat - Dieffenbachia tonduzii Croat & Grayum - Dieffenbachia weberbaueri Engl. - Dieffenbachia weirii Berk. - Dieffenbachia wendlandii Schott - Dieffenbachia williamsii Croat - Dieffenbachia wurdackii Croat |

## Nazewnictwo
Toponimia nazwy naukowejNazwa naukowa rodzaju została nadana na cześć austriackiego botanika J. Dieffenbacha, opiekuna ogrodu botanicznego w Wiedniu, przyjaciela H.W. Schotta, autora rodzaju.
Nazwy zwyczajoweW wyniku przeprowadzonej w latach 2002–2008 rewizji systematyki rodzaju difenbachia, opartej na wynikach badań cytogenetycznych, wiele gatunków i mieszańców posiadających dotąd odrębne nazwy polskie zostało uznanych za synonimy jednego gatunku Dieffenbachia seguine (difenbachia Seguiny). Dotyczy to przede wszystkim następujących taksonów:
- Diffenbachia bowmannii – difenbachia Bowmana
- Dieffenbachia maculata – difenbachia nakrapiana
- Dieffenbachia picta – difenbachia pstra
- Dieffenbachia ×splendens – difenbachia wspaniała

Nazwy te nadal można spotkać w wydanej wcześniej literaturze oraz w handlu.
W języku angielskim difenbachie określa się zwyczajowa nazwą dumb cane (niema trzcina lub niema laska), co odnosi się do toksycznego efektu działania tych roślin na struny głosowe.

## Zastosowanie
Rośliny ozdobnePrzedstawiciele tego rodzaju pojawili się w uprawie ogrodniczej w drugiej połowie XIX wieku, jednak ówczesne warunki mieszkaniowe i preferencje estetyczne nie sprzyjały popularyzacji tych roślin. Dopiero nowoczesna architektura wnętrz, zmiana warunków termicznych i świetlnych w mieszkaniach oraz stworzenie atrakcyjnych odmian uprawnych spowodowało popularyzację roślin tego rodzaju od połowy XX wieku. Liczne kultywary difenbachii (w większości wywodzące się od Dieffenbachia seguine), różniące się rozmiarem i ubarwieniem liści, są szeroko uprawiane na świecie jako rośliny pokojowe i ogrodowe (w krajach o klimacie tropikalnym i subtropikalnym). Rośliny te są cenione z uwagi na swoje rozłożyste i ozdobne liście oraz niewysokie wymagania świetlne.
Inne zastosowaniaSpożycie soku z difenbachii powoduje silne podrażnienie śluzówki, co przez wiele dni uniemożliwia mówienie. Z powodu tej właściwości roślina ta służyła do "uciszania" niewolników i niewygodnych świadków w Brazylii. Indianie Amazonii mieszali sok z difenbachii z kurarą i mieszanki tej używali do zatruwania strzał. Karaibowie stosowali liście difenbachii jako środek antykoncepcyjny. Procesy norymberskie ujawniły, że Niemcy prowadzili na więźniach obozów koncentracyjnych eksperymenty badające wpływ sterylizacyjny difenbachii na ludzi. Pomysł sterylizacji milionów radzieckich jeńców wojennych za pomocą difenbachii poddał Heinrichowi Himmlerowi austriacki dermatolog Adolf Pokorny.

## Uprawa
WymaganiaPodłoże powinno mieć odczyn kwaśny, optymalna jest mieszanka torfu i kompostu. Difenbachie preferują jasne, umiarkowane światło, ale dobrze rosną też w miejscach zacienionych (tylko na takich stanowiskach kwitną). Dobrze rosną w temperaturze 15–24 °C, maksymalna temperatura w lecie nie powinna przekraczać 30 °C, a w zimie spadać poniżej 12 °C. Narażenie rośliny na temperaturę 10 °C lub niższą powoduje obumieranie liści. Wymagają dużej wilgotności powietrza. Źle tolerują przeciągi i spaliny samochodowe.
PielęgnacjaAby zapewnić właściwą wilgotność, doniczkę ustawia się na podstawce wypełnionej żwirem lub keramzytem i napełnionej wodą. Podlewać należy wodą o temperaturze pokojowej lub lekko cieplejszą, miękką, najlepiej deszczówką, dopiero po przeschnięciu górnej warstwy podłoża. Na wiosnę roślinę przesadza się do doniczki większej o 2 rozmiary. Od późnej wiosny do wczesnej jesieni rośliny należy nawozić nawozem wieloskładnikowym. W przypadku odmian o białym zabarwieniu liści nawóz powinien być niskoazotowy (inaczej liście zazielenią się). Uschnięte liście należy usuwać. Z uwagi na toksyczność rośliny prace pielęgnacyjne trzeba wykonywać w rękawiczkach.
RozmnażaniePo kilku latach uprawy difenbachie tracą dolne liście, nadmiernie się rozrastają i robią się nieładne. Należy je odnowić, ścinając łodygę ok. 10 cm nad ziemią. Wówczas roślina wypuści nowy pęd. Ze ściętej łodygi można wykonać nowe sadzonki. Kawałki około 4–10 cm należy ułożyć płasko, lekko zagłębiając w podłożu z torfu i piasku. W miejscu stale ciepłym (25 °C) i wilgotnym sadzonki szybko się ukorzenią. Niektóre odmiany można też rozmnażać z odrostów.
Choroby i szkodnikiDifenbachie są podatne na śnieć i zgniliznę wywoływane przez bakterie z rodzaju Pectobacterium (Pectobacterium carotovorum i Pectobacterium chrysanthemi) oraz grzyby z rodzajów Phytophthora, Pythium i Fusarium. W celu uniknięcia zakażenia należy unikać bezpośredniego zwilżania lub zmaczania liści wodą oraz zbyt obfitego podlewania. W przypadku zakażenia grzybiczego można zastosować etridiazol lub zaszczepić podłoże grzybami Trichoderma harzianum i Streptomyces griseoviridis. Rośliny z tego rodzaju zapadają również na czerwoną plamistość liści, wywoływaną przez zbyt obfite podlewanie, źle przepuszczalne podłoże, zbyt wysoką zawartość boru, fluorków i soli rozpuszczalnych w podłożu i wodzie. Do nawadniania roślin powinna być więc stosowana wyłącznie woda demineralizowana, a podlewanie należy wykonać dopiero po przeschnięciu górnej warstwy podłoża. W przypadku zauważenia objawów choroby lub wytrącania się soli na powierzchni podłoża roślinę należy przesadzić. W uprawie ogrodowej, przy podłożu o niskim poziomie przepuszczalności, rośliny należy podlać roztworem cukru (20 g/l) w ilości 9 l/m².